# Cinnamomum liangii
Cinnamomum liangii är en lagerväxtart som beskrevs av C.K. Allen. Cinnamomum liangii ingår i släktet Cinnamomum och familjen lagerväxter. Inga underarter finns listade i Catalogue of Life.